# Forfar (circonscription du Parlement d'Écosse)
Forfar était un burgh royal qui a élu un Commissaire au Parlement d'Écosse et à la Convention des États.
Après les Actes d'Union de 1707, Forfar, Cupar, Dundee, Perth et St Andrews ont formé le district de Perth, envoyant un membre à la Chambre des communes de Grande-Bretagne.

## Liste des commissaires de burgh
- 1661: David Dickinson, bailli [1]
- 1665 convention, 1667 convention: non représenté
- 1669-74: James Carnegie[2]
- 1678 convention, 1681-82, 1685-86, 1689 convention, 1689-95: John Carnegie, bailli et provost (mort vers 1695)[3]
- 1698–1701, 1702–07: John Lyon, sheriff clerk [4]